# 小埃德市镇
小埃德市镇（瑞典語：Lilla Edets kommun）是瑞典西部西约塔兰省的一个市镇。其治所位于小埃德。